# ガツガツ!!
「ガツガツ!!」は、串田アキラのシングル。2011年6月1日に日本コロムビアから発売された。

## 概要
表題曲は、テレビアニメ『トリコ』のオープニングテーマに起用された。ジャケットにはトリコ、ココ、サニー、テリークロス、小松、ティナ、鈴がプリントされている。 グルメをテーマにしているという事もあり、発売記念イベントはレストランで行われた。カップリングには石田ミホ子が歌う「愛…KING」が収録されている。

## 収録曲
- 全編曲：櫻井真一

1. ガツガツ!! [3:44]
歌：串田アキラ
作詞：山田ひろし、作曲：櫻井真一
  - 串田曰く「自分がグルメの頂点に立つために前に向かっていくパワフル」な内容となっている。そのため自分の持てる声量で気合を入れて歌うため体力を消耗する楽曲である事を明かしている[1]。
2. 愛…KING [3:58]
歌：石田ミホコ
作詞：Haruka、作曲:AYUMU
3. ガツガツ!!（オリジナル・カラオケ）
4. 愛…KING（オリジナル・カラオケ）